# Diffeomorfismo locale
In matematica, un diffeomorfismo locale è una funzione che risulta essere un diffeomorfismo su aperti sufficientemente piccoli.
Un diffeomorfismo locale è un particolare omeomorfismo locale, spesso causato dall'invertibilità del differenziale di una funzione differenziabile, grazie al teorema di invertibilità locale.

## Definizione
Sia
{\displaystyle f:M\to N}
una funzione differenziabile fra due varietà differenziabili della stessa dimensione {\displaystyle n} (ad esempio, due aperti di {\displaystyle \mathbb {R} ^{n}}). La funzione è un diffeomorfismo locale in un punto {\displaystyle x} di {\displaystyle M} se esiste un aperto {\displaystyle U} contenente {\displaystyle x} tale che {\displaystyle f(U)} è aperto in {\displaystyle N} e la restrizione
{\displaystyle f|_{U}:U\to f(U)\,\!}
è un diffeomorfismo.
La funzione {\displaystyle f} è un diffeomorfismo locale (senza specificare {\displaystyle x}) se è tale per ogni {\displaystyle x} in {\displaystyle M}.

## Proprietà
Un diffeomorfismo locale è in particolare un omeomorfismo locale. Quindi è una funzione aperta.
Un diffeomorfismo locale che è anche biiettivo è un diffeomorfismo.